# Contea del Perche

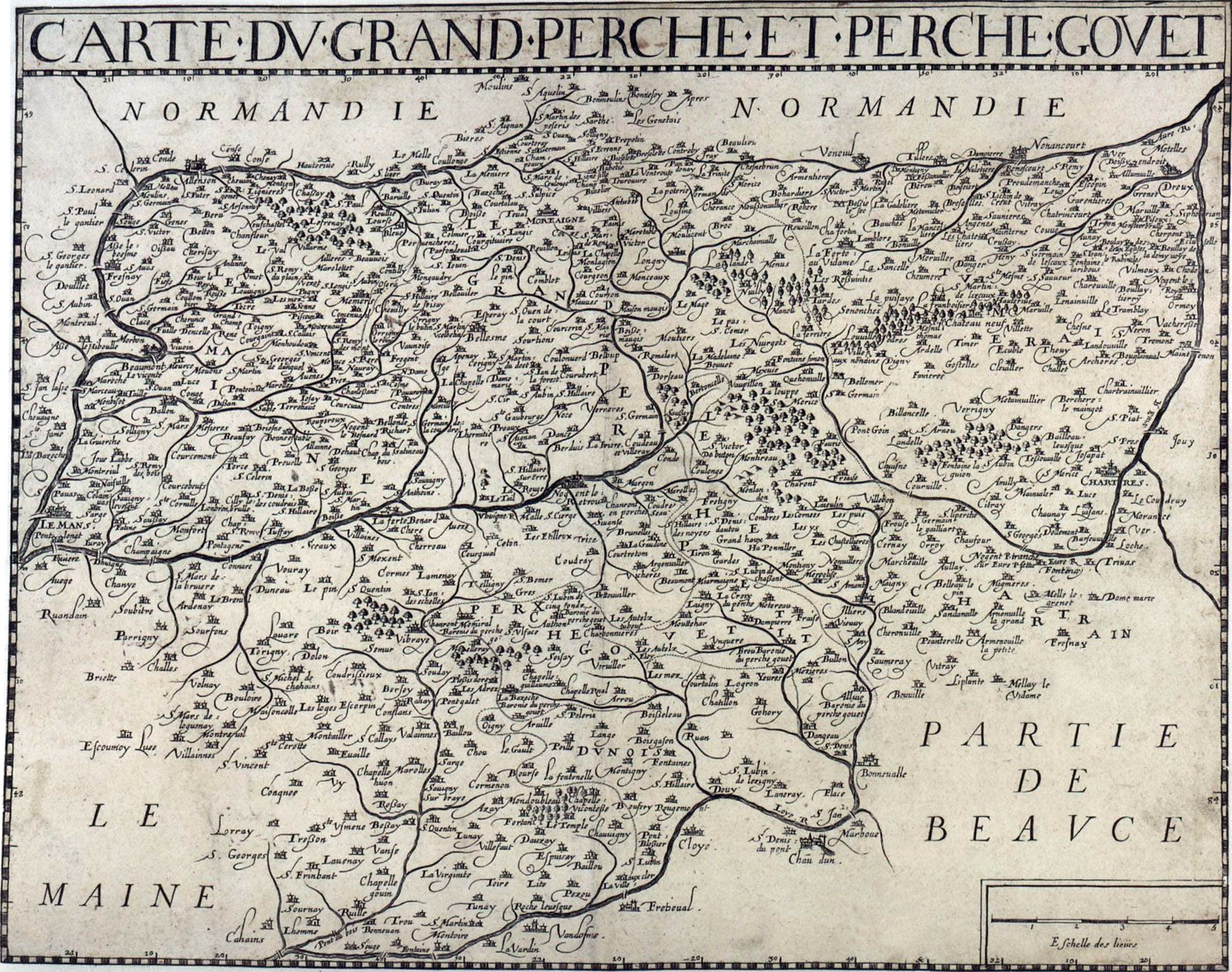
Carte du Perche

La contea del Perche è un territorio storico della Francia. Unita al Maine costituiva una delle antiche province francesi.
Corrisponde agli attuali dipartimenti di Orne, Eure-et-Loir, Sarthe e Loir-et-Cher. Un parco naturale vi è stato istituito nel 1998.
Traeva il proprio nome dalla foresta Sylva Pertica, dal sostantivo celtico *pertika, in cui il suffisso -ika dava valenza di aggettivo. L'etnico del Perche è percheron.

## Geografia

Il Perche tra le antiche province francesi

Le colline del Perche formano un bacino idrografico da cui nascono numerosi corsi d'acqua che raggiungono poi
- la Manica (Touques, Dives, Orne)
- la Senna (Eure, Avre, Iton, Risle)
- la Loira (Huisne, Loir, Sarthe).

Territorio di colline umide, la regione costituisce un crocevia tra Beauce, Normandia e Maine.
La sua capitale fu dapprima Mortagne-au-Perche, poi Nogent-le-Rotrou.
Si distingue fra Grand Perche, Perche-Gouët (essenzialmente in Eure-et-Loir) e Perche Vendômois.

Armoriale della provincia

## Storia
Molti siti archeologici del neolitico, come la Pierre Procureuse fra L'Hermitière e Gémages, attestano l'antichità degli insediamenti umani nella regione.
Le popolazioni celtiche vi giunsero nell'Età del bronzo, e nell'Età del ferro vi lasciarono la propria impronta definitiva, come mostra l'etimologia della maggioranza dei toponimi importanti: Gémages - da *Gemetiko (Gemmeticum XV secolo), *gem, di significato oscuro, seguito dai suffissi celtici -at/-et + iko.
La maggior parte del Perche, benché non chiaramente definita, era situata sul territorio originario del popolo celtico dei Carnuti.
Si possono cogliere analogie fra l'antico diritto consuetudinario del Perche con quello in vigore nei pays di Chartres e nell'Orléanais, viceversa ben differente da quello del Maine e dell'Île-de-France: la forte identità del Perche si può far risalire in parte a questo.
La contea fu istituita per la fusione della contea di Mortagne, della viscontea di Châteaudun e della signoria di Nogent-le-Rotrou.
La vicinanza della Normandia la rese fra X e XV secolo una zona strategica per la Corona di Francia.
Nel 1227 la contea fu inclusa nei domini reali; una parte andò però a costituire la contea d'Alençon a beneficio di Pietro I, figlio di Luigi IX. Ciononostante rientrò nel dominio reale nel 1283. Una seconda volta venne in parte unita alla contea di Alençon da Carlo II, conte d'Alençon e di Perche nel 1326. La casa d'Alençon si estinse nel 1525 e il ducato di Alençon e la contea di Perche tornarono fra i domini reali.
Il Rinascimento fu un periodo di fioritura per la regione, che si arricchì di castelli e la cui industria riforniva Parigi. Il principale ministro di Enrico IV, Massimiliano di Béthune, era marchese di Nogent-le-Rotrou, dov'è sepolto. Il poeta Rémy Belleau, membro de La Pléiade, vi nacque nel 1528.
A partire dal 1634 si registrò un movimento migratorio verso la Nuova Francia, grazie al potere di persuasione di Robert Giffard, uno speziale di Tourouvre. In una trentina d'anni 146 adulti, esercitanti diversi mestieri spesso collegati all'edilizia (muratori, carpentieri, mattonai, ecc.) appartenenti a 80 famiglie, intrapresero il viaggio. Qualcuno tornò, ma la grande maggioranza scelse di stabilirsi sulle rive del fiume San Lorenzo; la loro discendenza è oggi stimata in 1 500 000 persone solo in Canada.
Una delle più piccole provincie alla fine dell'Ancien Régime, quando fu integrato nel governatorato di Maine-et-Perche col Maine, il Perche conservò una forte identità regionale nonostante il suo smembramento fra vari dipartimenti con la rivoluzione.
Oggigiorno la suddivisione regionale contribuisce a mascherare la coerenza fisica, geografica e storica dell'antica provincia.
Nel XIX secolo perse il suo isolamento con l'arrivo della ferrovia: iniziò l'esportazione di cavalli negli Stati Uniti, e l'agricoltura si specializzò progressivamente nell'allevamento bovino ed equino, abbandonando la produzione del sidro.
Gli orientamenti politici tuttora di attualità si formarono in quel periodo: la parte dell'Orne, all'epoca bonapartista e clericale restò sempre di orientamento piuttosto conservatore, mentre la parte dell'Eure-et-Loir si diresse in senso più radicale. Paul Deschanel, deputato di Nogent-le-Rotrou, fu per breve tempo Presidente della Repubblica francese dopo la Grande Guerra.

## Dialetto
Il dialetto percheron, malgrado alcune influenze normanne soprattutto nella parte nord-occidentale della provincia, non appartiene ai dialetti di Normandia, ma al gruppo centrale della langue d'oïl, di cui fa parte anche la lingua francese standard.